# Liste des planètes mineures non numérotées découvertes en août 2006
Pour un article plus général, voir Liste des planètes mineures non numérotées découvertes en 2006.
Pour un article plus général, voir Liste des planètes mineures.
Cet article dresse la liste des planètes mineures (astéroïdes, centaures, objets transneptuniens et assimilés) non numérotées découvertes en août 2006 dans l'ordre de leur découverte.
Au 15 janvier 2025, 661 077 des 1 434 993 planètes mineures répertoriées par le Centre des planètes mineures ne sont pas encore numérotées, soit 46,07 %.

## Rappel concernant la désignation provisoire
La désignation provisoire indique l'ordre de découverte de ces objets. En effet, cette désignation est composée de l'année de découverte (par exemple 2006) suivie de la quinzaine (demi-mois) de découverte (p.e. A = 1-15 janvier) puis de l'ordre de découverte dans cette quinzaine. Cet ordre est indiqué par une lettre et éventuellement un chiffre comme suit : A pour la première découverte, B pour la deuxième, ..., Z pour la 25e (le I n'est pas utilisé pour éviter la confusion avec 1), A1 pour la 26e, B1 pour la 27e, etc. , Z1 pour la 50e, A2 pour la 51e, B2 pour la 52e, etc. L'ordre de la numérotation ne suit donc pas l'ordre alphanumérique. 2006 AA1 suit ainsi 2006 AZ et précède 2006 AB1.

## Liste

### Du1erau 15 août 2006
- 2006 PA1
- 2006 PB1
- 2006 PF1
- 2006 PT3
- 2006 PC10
- 2006 PK11
- 2006 PW12
- 2006 PP14
- 2006 PS14
- 2006 PM22
- 2006 PB24
- 2006 PF24
- 2006 PQ27
- 2006 PF28
- 2006 PJ29
- 2006 PD30
- 2006 PQ31
- 2006 PT33
- 2006 PX33
- 2006 PG36
- 2006 PS37
- 2006 PR38
- 2006 PA40
- 2006 PJ40
- 2006 PK40
- 2006 PN41
- 2006 PQ41
- 2006 PB43
- 2006 PH44
- 2006 PK44
- 2006 PL44
- 2006 PN44
- 2006 PP44

### Du 16 au 31 août 2006
- 2006 QA
- 2006 QQ
- 2006 QX
- 2006 QC1
- 2006 QQ1
- 2006 QZ1
- 2006 QV3
- 2006 QM4
- 2006 QH5
- 2006 QW5
- 2006 QX5
- 2006 QY5
- 2006 QE6
- 2006 QM6
- 2006 QV6
- 2006 QX7
- 2006 QA8
- 2006 QD8
- 2006 QF8
- 2006 QH8
- 2006 QY8
- 2006 QJ9
- 2006 QP9
- 2006 QW9
- 2006 QX9
- 2006 QB10
- 2006 QB11
- 2006 QR14
- 2006 QS14
- 2006 QX16
- 2006 QB17
- 2006 QS17
- 2006 QJ20
- 2006 QH21
- 2006 QL21
- 2006 QP22
- 2006 QS22
- 2006 QQ23
- 2006 QB25
- 2006 QY25
- 2006 QE26
- 2006 QW26
- 2006 QM27
- 2006 QA28
- 2006 QX28
- 2006 QZ30
- 2006 QB31
- 2006 QM31
- 2006 QA32
- 2006 QK33
- 2006 QM33
- 2006 QQ33
- 2006 QA34
- 2006 QR34
- 2006 QA35
- 2006 QF35
- 2006 QW36
- 2006 QZ37
- 2006 QD39
- 2006 QH40
- 2006 QK40
- 2006 QN41
- 2006 QH43
- 2006 QE45
- 2006 QG48
- 2006 QG50
- 2006 QT51
- 2006 QX52
- 2006 QD53
- 2006 QP55
- 2006 QV55
- 2006 QL56
- 2006 QM56
- 2006 QQ56
- 2006 QR56
- 2006 QY56
- 2006 QD57
- 2006 QZ57
- 2006 QB58
- 2006 QC58
- 2006 QP60
- 2006 QC61
- 2006 QM61
- 2006 QQ61
- 2006 QK63
- 2006 QZ63
- 2006 QC64
- 2006 QW64
- 2006 QA65
- 2006 QJ65
- 2006 QH66
- 2006 QP66
- 2006 QE67
- 2006 QF67
- 2006 QK67
- 2006 QL67
- 2006 QM67
- 2006 QV68
- 2006 QX68
- 2006 QO69
- 2006 QR69
- 2006 QV69
- 2006 QY69
- 2006 QN70
- 2006 QR70
- 2006 QX70
- 2006 QD71
- 2006 QG71
- 2006 QL71
- 2006 QR71
- 2006 QB72
- 2006 QG72
- 2006 QH72
- 2006 QF73
- 2006 QG73
- 2006 QO73
- 2006 QR73
- 2006 QV73
- 2006 QW73
- 2006 QB74
- 2006 QF74
- 2006 QJ74
- 2006 QS74
- 2006 QK75
- 2006 QN75
- 2006 QV75
- 2006 QM76
- 2006 QP76
- 2006 QF79
- 2006 QH79
- 2006 QA82
- 2006 QQ82
- 2006 QR82
- 2006 QR83
- 2006 QC84
- 2006 QF84
- 2006 QK84
- 2006 QL84
- 2006 QQ84
- 2006 QA85
- 2006 QC85
- 2006 QE85
- 2006 QH85
- 2006 QL85
- 2006 QF86
- 2006 QK86
- 2006 QO86
- 2006 QR86
- 2006 QT86
- 2006 QC87
- 2006 QV87
- 2006 QE89
- 2006 QG89
- 2006 QJ89
- 2006 QK89
- 2006 QS89
- 2006 QU89
- 2006 QV89
- 2006 QW89
- 2006 QX89
- 2006 QL90
- 2006 QO90
- 2006 QP90
- 2006 QR90
- 2006 QM93
- 2006 QW93
- 2006 QZ93
- 2006 QY94
- 2006 QT95
- 2006 QC98
- 2006 QL98
- 2006 QH99
- 2006 QJ99
- 2006 QL101
- 2006 QM101
- 2006 QX101
- 2006 QY101
- 2006 QZ101
- 2006 QH102
- 2006 QL102
- 2006 QT102
- 2006 QV102
- 2006 QE103
- 2006 QH103
- 2006 QK103
- 2006 QN103
- 2006 QR103
- 2006 QT103
- 2006 QS104
- 2006 QD105
- 2006 QV106
- 2006 QO107
- 2006 QJ108
- 2006 QN108
- 2006 QV108
- 2006 QE109
- 2006 QH109
- 2006 QK109
- 2006 QM109
- 2006 QR109
- 2006 QT109
- 2006 QG110
- 2006 QJ110
- 2006 QL110
- 2006 QK111
- 2006 QM111
- 2006 QN111
- 2006 QO115
- 2006 QU118
- 2006 QW118
- 2006 QP119
- 2006 QB121
- 2006 QJ124
- 2006 QB128
- 2006 QJ131
- 2006 QZ133
- 2006 QA134
- 2006 QS134
- 2006 QX134
- 2006 QQ135
- 2006 QP136
- 2006 QU137
- 2006 QC138
- 2006 QG139
- 2006 QL140
- 2006 QJ141
- 2006 QV142
- 2006 QX142
- 2006 QB143
- 2006 QC143
- 2006 QD143
- 2006 QK143
- 2006 QN143
- 2006 QV143
- 2006 QY143
- 2006 QC144
- 2006 QN144
- 2006 QO145
- 2006 QS145
- 2006 QF146
- 2006 QN146
- 2006 QB147
- 2006 QM147
- 2006 QN148
- 2006 QM149
- 2006 QH150
- 2006 QS150
- 2006 QV150
- 2006 QC151
- 2006 QL151
- 2006 QQ152
- 2006 QB153
- 2006 QQ153
- 2006 QR153
- 2006 QU153
- 2006 QW153
- 2006 QA154
- 2006 QG154
- 2006 QL154
- 2006 QO154
- 2006 QF156
- 2006 QL156
- 2006 QN156
- 2006 QQ156
- 2006 QZ156
- 2006 QA157
- 2006 QB158
- 2006 QW158
- 2006 QN159
- 2006 QJ160
- 2006 QO160
- 2006 QT160
- 2006 QX160
- 2006 QK163
- 2006 QQ164
- 2006 QG168
- 2006 QP168
- 2006 QW170
- 2006 QB171
- 2006 QH171
- 2006 QB172
- 2006 QC172
- 2006 QF172
- 2006 QH173
- 2006 QQ173
- 2006 QF174
- 2006 QM174
- 2006 QP174
- 2006 QQ174
- 2006 QZ174
- 2006 QC175
- 2006 QH175
- 2006 QJ175
- 2006 QV175
- 2006 QW175
- 2006 QY175
- 2006 QT176
- 2006 QV176
- 2006 QY176
- 2006 QH177
- 2006 QL177
- 2006 QP177
- 2006 QR177
- 2006 QS177
- 2006 QV177
- 2006 QW177
- 2006 QY177
- 2006 QZ177
- 2006 QB178
- 2006 QE178
- 2006 QG178
- 2006 QL178
- 2006 QS178
- 2006 QB179
- 2006 QE179
- 2006 QM179
- 2006 QR179
- 2006 QS179
- 2006 QU179
- 2006 QP180
- 2006 QS180
- 2006 QT180
- 2006 QU180
- 2006 QV180
- 2006 QW180
- 2006 QX180
- 2006 QY180
- 2006 QZ180
- 2006 QA181
- 2006 QB181
- 2006 QC181
- 2006 QD181
- 2006 QF181
- 2006 QG181
- 2006 QH181
- 2006 QK181
- 2006 QL181
- 2006 QM181
- 2006 QN181
- 2006 QO181
- 2006 QP181
- 2006 QQ181
- 2006 QR181
- 2006 QS181
- 2006 QJ182
- 2006 QM182
- 2006 QR184
- 2006 QS184
- 2006 QT184
- 2006 QD185
- 2006 QL185
- 2006 QF186
- 2006 QJ186
- 2006 QV187
- 2006 QN188
- 2006 QQ188
- 2006 QD190
- 2006 QV190
- 2006 QH191
- 2006 QL191
- 2006 QQ191
- 2006 QU191
- 2006 QZ191
- 2006 QE192
- 2006 QJ192
- 2006 QU192
- 2006 QW192
- 2006 QX192
- 2006 QC193
- 2006 QE193
- 2006 QH193
- 2006 QK193
- 2006 QM193
- 2006 QN193
- 2006 QR193
- 2006 QT193
- 2006 QU193
- 2006 QV193
- 2006 QX193
- 2006 QZ193
- 2006 QA194
- 2006 QB194
- 2006 QC194
- 2006 QE194
- 2006 QG194
- 2006 QH194
- 2006 QJ194
- 2006 QK194
- 2006 QL194
- 2006 QP194
- 2006 QT194
- 2006 QE195
- 2006 QL195
- 2006 QY195
- 2006 QB196
- 2006 QC196
- 2006 QG196
- 2006 QH196
- 2006 QL196
- 2006 QT196
- 2006 QW196
- 2006 QZ196
- 2006 QG197
- 2006 QH197
- 2006 QL197
- 2006 QQ197
- 2006 QS197
- 2006 QT197
- 2006 QU197
- 2006 QV197
- 2006 QW197
- 2006 QX197
- 2006 QY197
- 2006 QZ197
- 2006 QA198
- 2006 QB198
- 2006 QC198
- 2006 QD198
- 2006 QM198
- 2006 QO198
- 2006 QW198
- 2006 QA199
- 2006 QC199
- 2006 QN199
- 2006 QO199
- 2006 QQ199
- 2006 QR199
- 2006 QS199
- 2006 QT199
- 2006 QV199
- 2006 QX199
- 2006 QZ199
- 2006 QB200
- 2006 QD200
- 2006 QE200
- 2006 QG200
- 2006 QJ200
- 2006 QK200
- 2006 QL200
- 2006 QP200
- 2006 QY200
- 2006 QZ200
- 2006 QA201
- 2006 QB201
- 2006 QC201
- 2006 QE201
- 2006 QF201
- 2006 QG201
- 2006 QH201
- 2006 QJ201
- 2006 QK201
- 2006 QV201
- 2006 QW201
- 2006 QY201
- 2006 QA202
- 2006 QB202
- 2006 QC202
- 2006 QD202
- 2006 QF202
- 2006 QP202
- 2006 QQ202
- 2006 QR202
- 2006 QT202
- 2006 QV202
- 2006 QN203
- 2006 QP203
- 2006 QU203
- 2006 QY203
- 2006 QA204
- 2006 QD204
- 2006 QE204
- 2006 QF204
- 2006 QH204
- 2006 QR204
- 2006 QS204
- 2006 QT204
- 2006 QV204
- 2006 QW204
- 2006 QX204
- 2006 QY204
- 2006 QZ204
- 2006 QA205
- 2006 QC205
- 2006 QD205
- 2006 QG205
- 2006 QH205
- 2006 QK205
- 2006 QL205
- 2006 QM205
- 2006 QP205
- 2006 QQ205
- 2006 QS205
- 2006 QU205
- 2006 QV205
- 2006 QW205
- 2006 QY205
- 2006 QA206
- 2006 QB206
- 2006 QD206
- 2006 QE206
- 2006 QG206
- 2006 QJ206
- 2006 QL206
- 2006 QM206
- 2006 QN206
- 2006 QO206
- 2006 QP206
- 2006 QQ206
- 2006 QS206
- 2006 QT206
- 2006 QW206
- 2006 QX206
- 2006 QZ206
- 2006 QB207
- 2006 QF207
- 2006 QG207
- 2006 QH207
- 2006 QJ207
- 2006 QK207
- 2006 QN207
- 2006 QO207
- 2006 QP207
- 2006 QQ207
- 2006 QR207
- 2006 QS207
- 2006 QU207
- 2006 QW207
- 2006 QX207
- 2006 QY207
- 2006 QZ207
- 2006 QB208
- 2006 QC208
- 2006 QD208
- 2006 QF208
- 2006 QG208
- 2006 QH208
- 2006 QK208
- 2006 QL208
- 2006 QM208
- 2006 QN208
- 2006 QQ208
- 2006 QU208
- 2006 QV208
- 2006 QW208
- 2006 QY208
- 2006 QZ208
- 2006 QA209
- 2006 QC209
- 2006 QD209
- 2006 QF209
- 2006 QG209
- 2006 QH209
- 2006 QJ209
- 2006 QK209
- 2006 QL209
- 2006 QM209
- 2006 QN209
- 2006 QO209
- 2006 QP209
- 2006 QR209
- 2006 QS209
- 2006 QT209
- 2006 QU209
- 2006 QW209
- 2006 QX209
- 2006 QY209
- 2006 QZ209
- 2006 QA210
- 2006 QC210
- 2006 QE210
- 2006 QG210
- 2006 QH210
- 2006 QJ210
- 2006 QK210
- 2006 QL210
- 2006 QM210
- 2006 QN210
- 2006 QO210
- 2006 QP210
- 2006 QR210
- 2006 QS210
- 2006 QT210